# WinDirStat
WinDirStat  é um programa de computador de código aberto de análise de uso de disco para Microsoft Windows.
É notável por apresentar uma exibição de subárvore com a porcentagem de uso do disco, juntamente com uma lista classificada de uso de extensões de arquivo que é interativamente integrada com uma exibição gráfica colorida (um mapa de árvore). Criado como um projeto de código aberto lançado sob a licença GNU GPL, foi desenvolvido por Bernhard Seifert e Oliver Schneider usando o Visual C++/MFC 7.0 e distribuído usando o Sourceforge.
O programa foi baixado mais de 15,2 milhões de vezes no SourceForge desde a versão original em outubro de 2003.

## Funcionalidade
O WinDirStat lista as extensões de arquivo detectadas e a porcentagem de espaço que cada extensão de arquivo e pasta de uso no disco. Cada extensão tem sua própria cor e área proporcional ao tamanho do arquivo no mapa gráfico. O programa também é capaz de verificar dispositivos internos, externos e de rede.
O programa também permite excluir arquivos diretamente do gráfico, enviando-os para a lixeira ou destruindo-os permanentemente.

## Recepção
Steve Bass, da PC World, fez uma breve análise da versão 1.1.2 do WinDirStat, resumindo sua utilidade: "Windirstat é [uma] ferramenta colorida e elegante para verificar a composição do seu disco rígido — especialmente se você está procurando arquivos imensos. Ele verifica sua unidade e produz um mapa de árvore que mostra cada arquivo como um retângulo colorido proporcional ao tamanho do arquivo...".
No CNET, a versão mais recente do WinDirStat recebeu 5 de 5 estrelas. Ele chamou o WinDirStat de "uma grande peça de freeware" e observou: "É uma daquelas ferramentas que você não sabia que precisava até começar a usá-la, mas uma vez instalada, é difícil imaginar a vida sem ela...".
Jack Wallen, do TechRepublic, chamou o WinDirStat: "um desses pequenos aplicativos simples que você ficará muito agradecido por ter quando precisar." Ele também destacou sua usabilidade: "Se o espaço for um problema (...), você verá quanto tempo essa ferramenta pode economizar." No entanto, Jack Wallen criticou a documentação, afirmando: "O maior problema com o WinDirStat é a documentação. No minuto em que você tentar criar suas próprias rotinas de limpeza configuradas pelo usuário, você experimentará rapidamente uma completa falta de documentação, o que torna a tarefa bastante desafiadora, se não for impossível".